# Berliet
A Berliet foi uma empresa automobilística francesa, fundada por Marius Berliet em 1902, em Lyon.
Para além de carros, nomeadamente de corrida, a Berliet produziu caminhões, entre os quais o Berliet Gazelle, montado em Portugal e designado por Berliet Tramagal.
Em 1978 a Berliet foi comprada pela Renault.

## Produtos

### Automóveis
- Berliet 11 CV Dauphine de 1937
  - Cabriolet Berliet Dauphine
  - Berliet Dauphine de 1939

### Ônibus
- CBL de 1922
- VMSD de 1927
- CBOV de 1927
- GSBG de 1927 movido a gasogênio
- PBG de 1931
- GPS de 1932
- GDSL de 1934-38
- PCKBG de 1938 movido a gasogênio
- PCK 7 e 8 de 1947
- PCR 8 de 1950
- PLA 5 de 1952
- PLB 6 e 8 de 1952
- PLR 8 e 10 de 1954 a 1962
- PBR 10 e 15 de 1954 a 1961
- PCP 10 de 1955
- PCS 10 de 1960
- PH 80 de 1959
- PH 100 de 1962
- PH 12-100 de 1965
- PCM de 1965
- PCM-R de 1965
- PH 12-180 de 1966
- PCM-RE de 1968
- PGR de 1968
- PR 100 de 1971
  - PR 110
  - PR 100-2
  - PR 100 MI
  - PR 180

#### Treinadores
- CBO de 1922
- CBO de 1923 versão descapotável
- GDHV de 1927
- VMSD de 1927
- PGB de 1931
- GPS de 1932
- PS de 1939
- PHN « Randonnée » de 1960
- PHC « Escapade » de 1962
- Stradair 20
- Cruisair 1 de 1969 com 29 lugares
- Cruisair 2 de 1969 com 39 lugares
- Cruisair 3 de 1969 com 49 lugares
- PR 14 de 1975
  - PR 14 S de 1976

### Veículos Militares
- GCM de 1926
- VPB 4x4 de 1926
- VPC 6x6 autometralhadora de 1926
- VPDF 6x4 de 1928
- VPR 6x6 blindado de 1928
- VUR 4x4 de 1928
- VURB 4x4 de reconhecimento de 1929
- VPDB 4x4 blindado de 1930
- VUDP de 1930
- VSH 6x6 de 1932
- GPE porte-char de 1934
- GLC 4x4
- GLM com cisterna de 1952
- GBU 6x6
- GBO
- T 12 8x8 de 1962
- GBC 6x6 « Gazelle »
- GBC 8KT 6x6 de 1962
- Dumper T30
- VXB 170 de 1971
- VXB
- VXB blindado com canhão de 90 mm (3,54 in)
- GBA
- GBC 8KT CLD 6x6
- GBD
- GBD 6x6
- GBD 6x6
- TBU 15
- TBU
- TR 280 a partir de 1979
- TLR 280
- TRH 320
- VTE

### Caminhões
- CBA
- GLR/Tramagal
- GBC 8KT

## Galeria

Berliet 20HP Closed swing-seat tonneau 1903
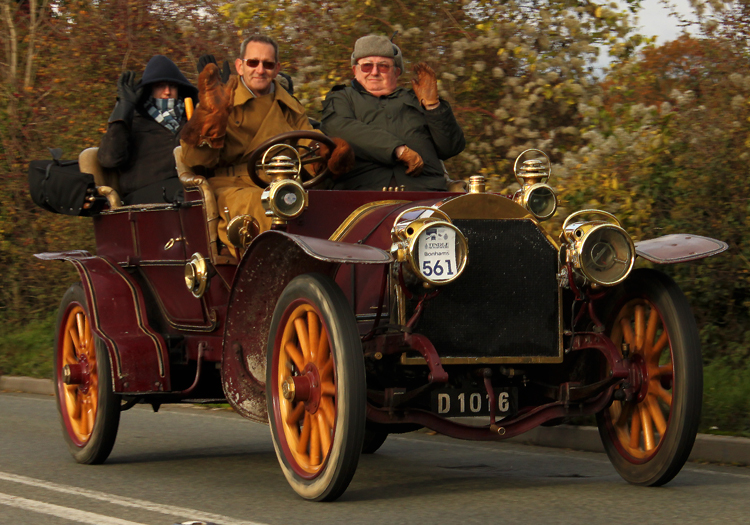
Berliet 40HP Tourer 1904
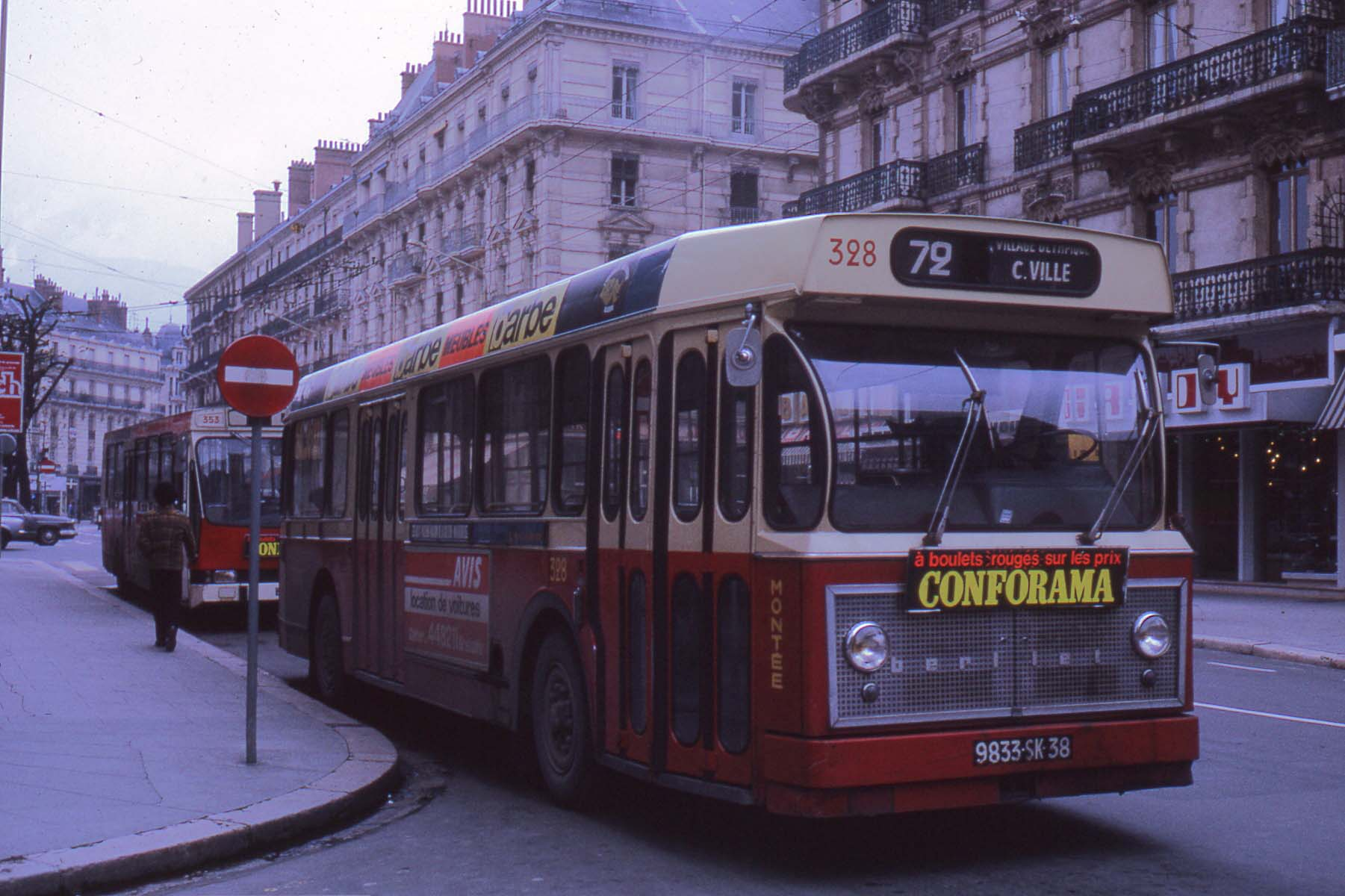
Berliet PCM-U em 1975
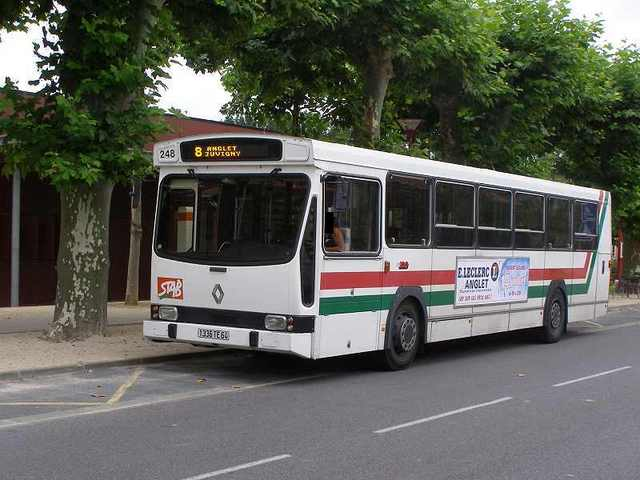
PR 100
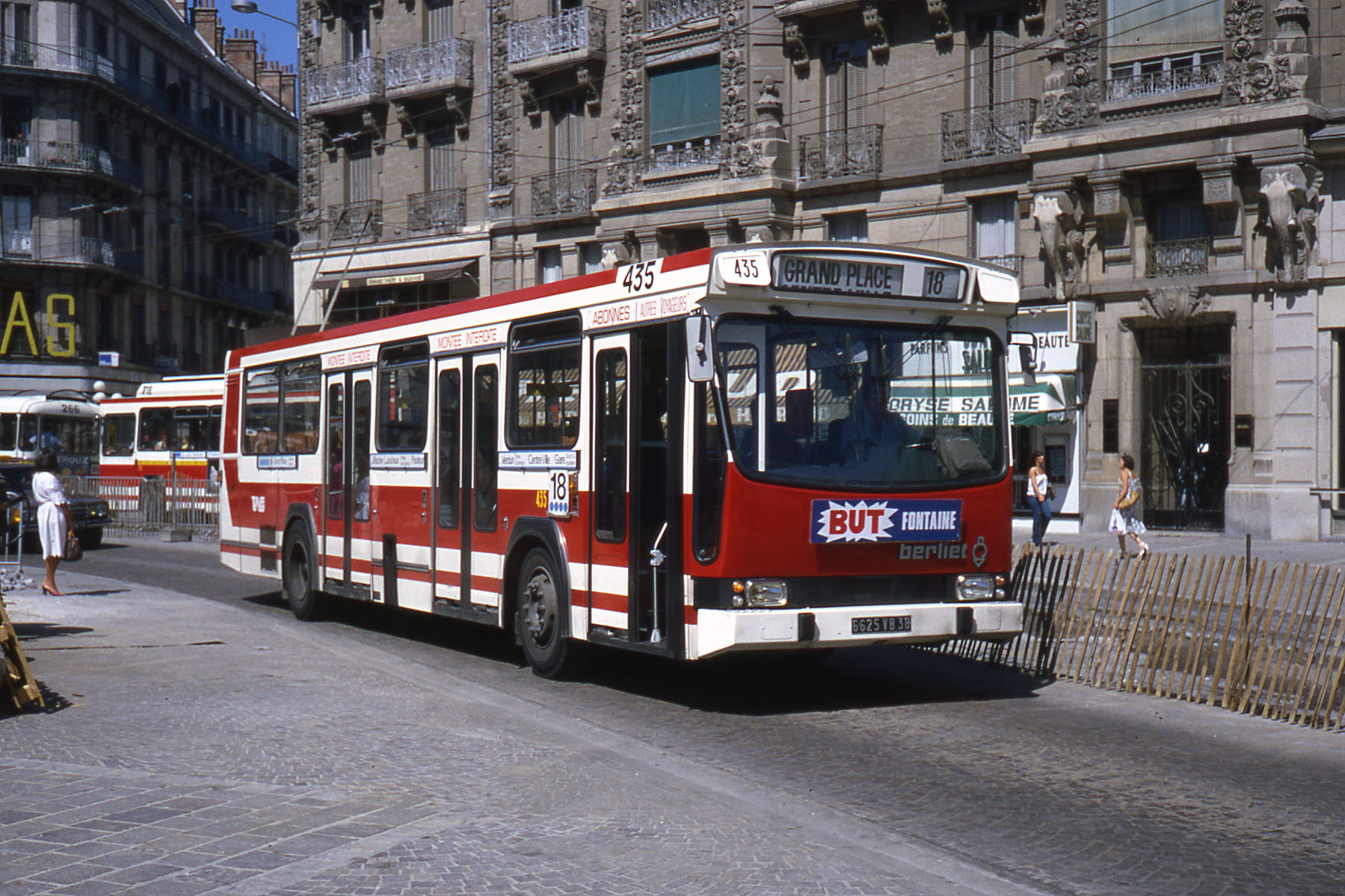
PR 100 MI
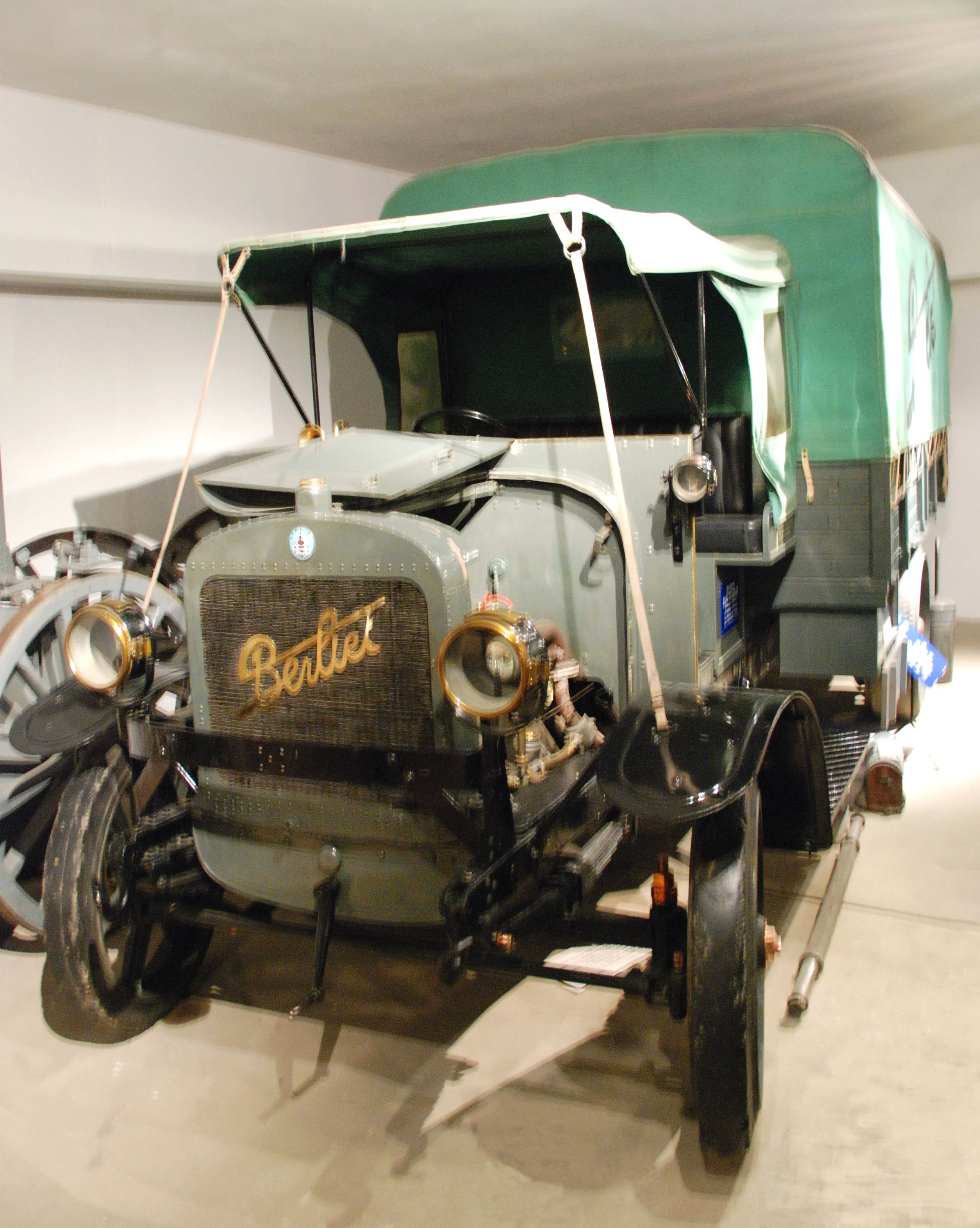
Berliet CBA
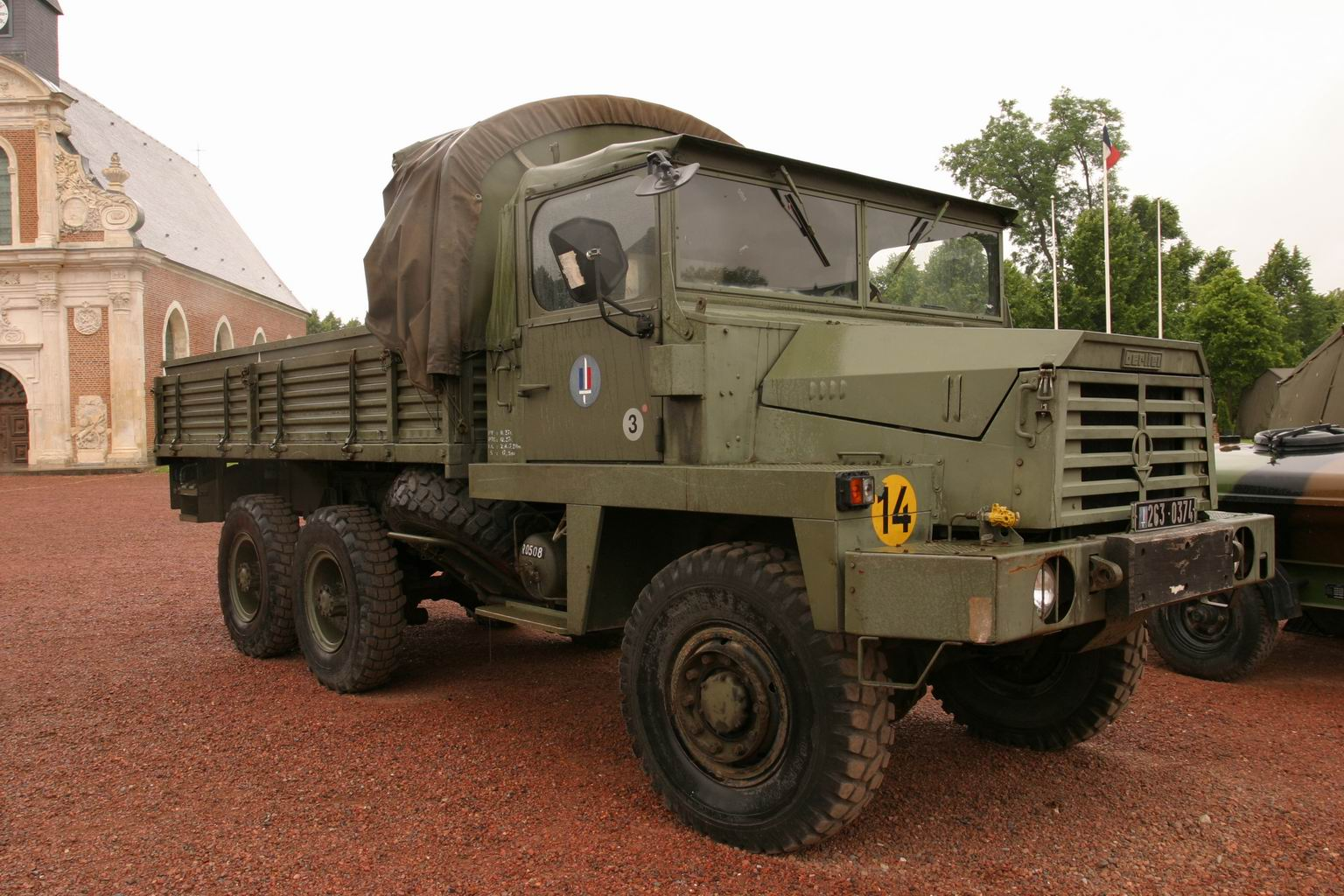
Berliet GLR/GLR 10/GBC 8KT
GLR/Tramagal/GBC 8KT
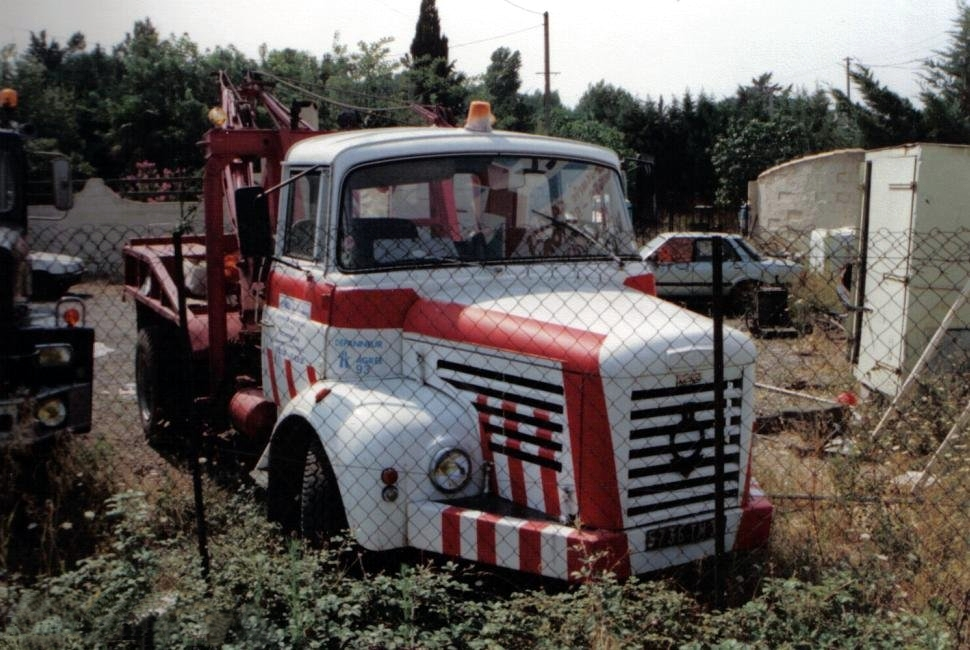
GLR 10
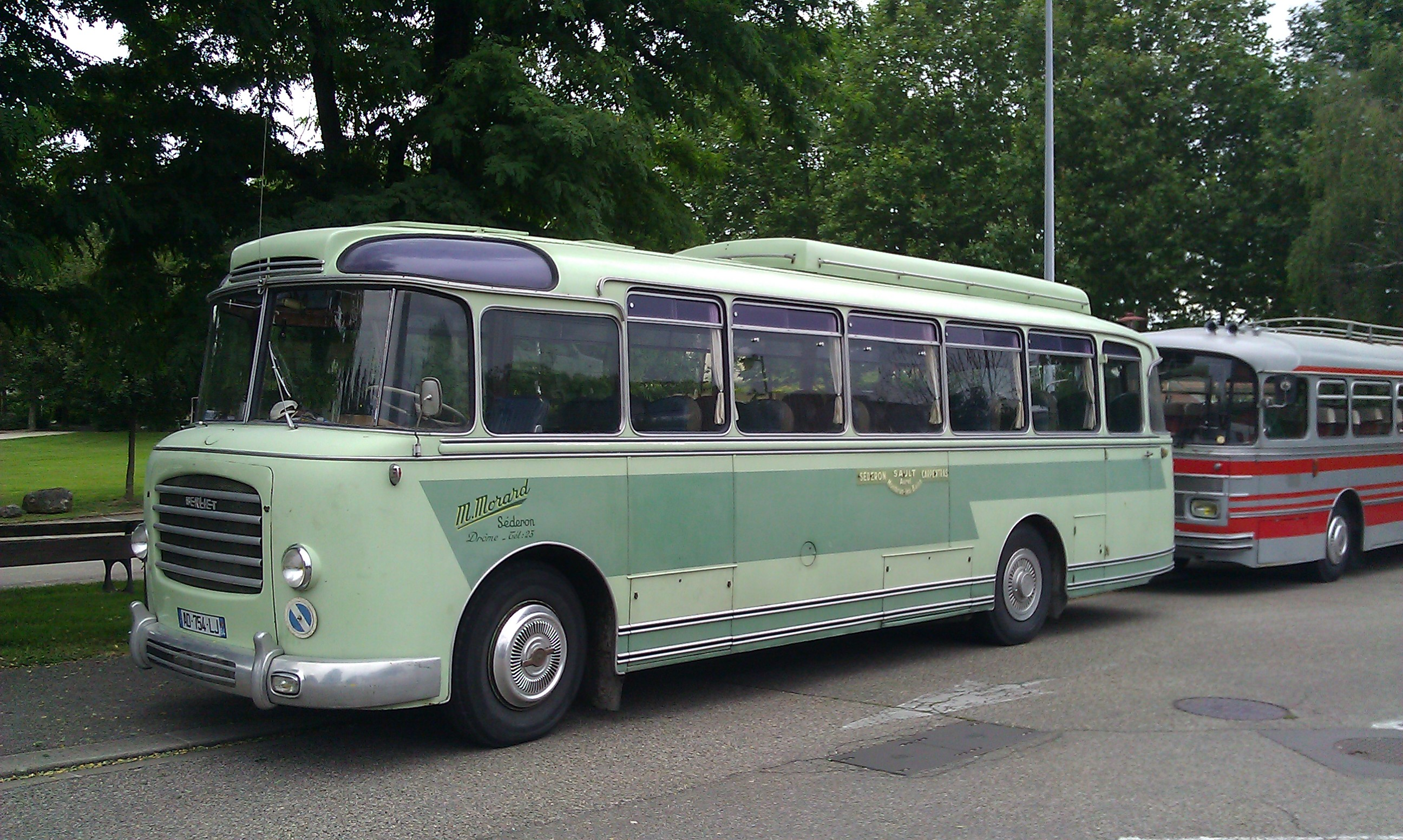
PLB 8
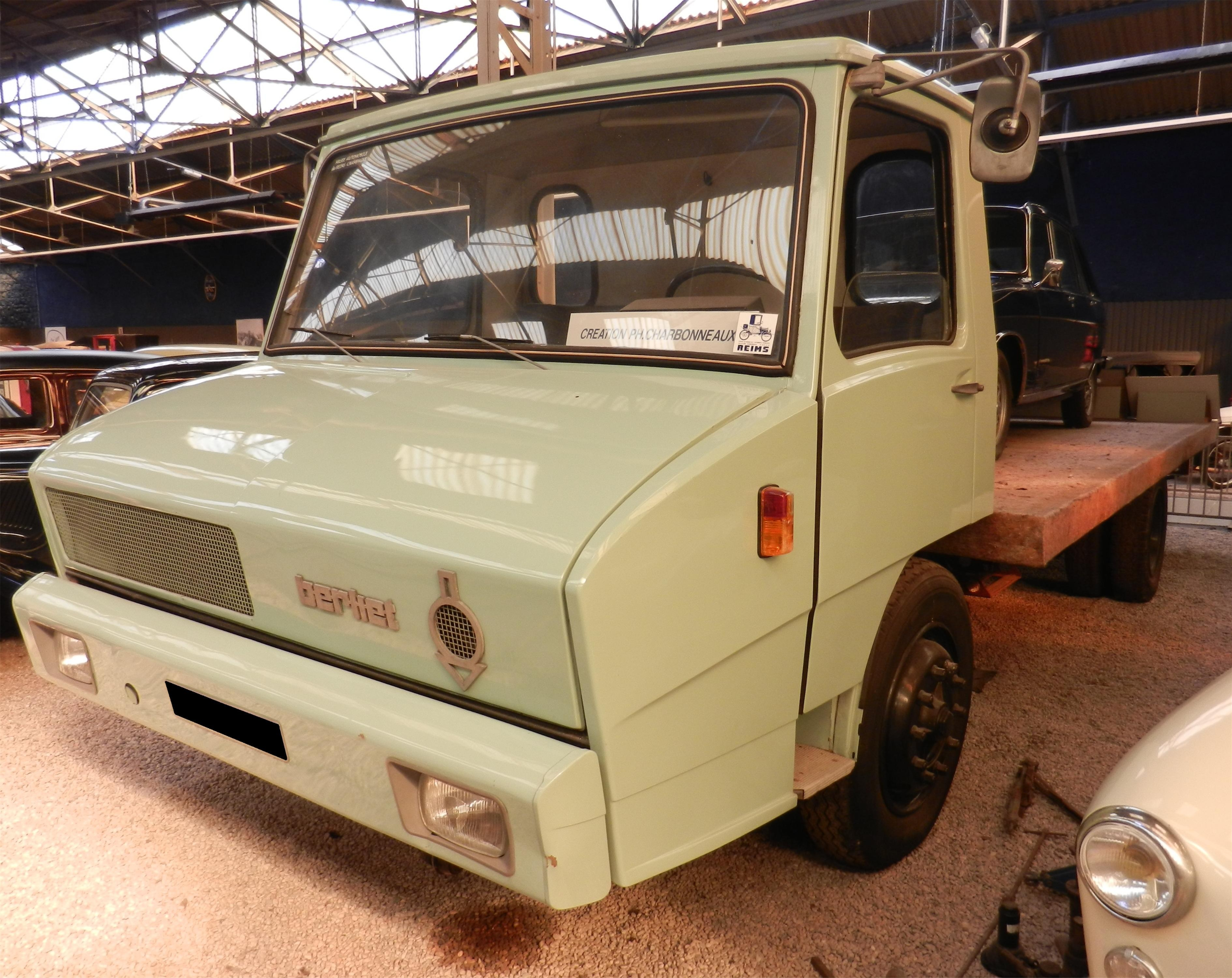
Berliet Stradair
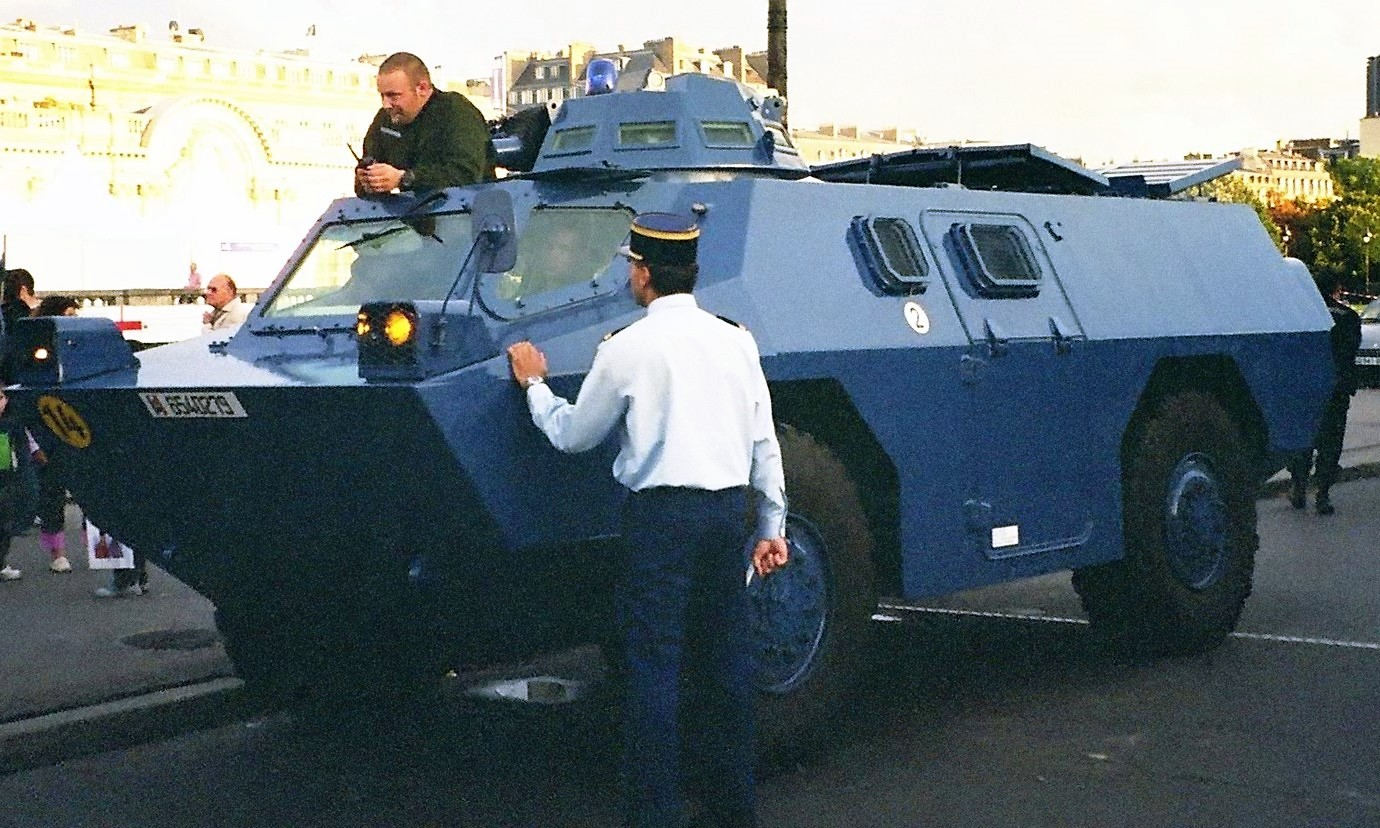
VXB 170